# Aeródromo de Alamikamba
El aeródromo de Alamikamba (OACI: MNAL) es un aeródromo público nicaragüense que sirve al pueblo de Alamikamba, en la Región Autónoma de la Costa Caribe Norte, Nicaragua. El aeródromo se encuentra a tres kilómetros al noroeste del río Prinzapolka.
La pista de aterrizaje es de tierra y césped y mide 940 metros en longitud. La pista de aterrizaje atraviesa la carretera NN-288 y está rodeada por campos despoblados.